# ロコモティブ
株式会社ロコモティブ（英: Locomotive Co. Ltd.）は、かつて存在した日本のゲーム会社。

## 歴史
- 1987年5月 - 設立。任天堂ファミコン用ソフト受諾開発を開始した[1]。
- 1990年 - 任天堂スーパーファミコン用ソフト受諾開発を開始した。
- 1995年 - 任天堂バーチャルボーイ、NINTENDO 64用ソフトの受諾開発を開始した。ベトナムに事業所を設立した。
- 1996年 - カンボジアに事業所を設立した。
- 1999年 - 任天堂ゲームボーイカラー用ソフトの受諾開発を開始した。

この後に関しては、会社が存在するか否かを含め消息不明。

## 主な作品
- 1997年12月19日 - エアロゲイジ
- 1998年7月17日 - チョロQ64